# یواس‌اس آکویلا (پی‌اچ‌ام-۴)
یواس‌اس آکویلا (پی‌اچ‌ام-۴) (به انگلیسی: USS Aquila (PHM-4)) یک کشتی بود که طول آن ۱۳۳ فوت (۴۱ متر) بود. این کشتی در سال ۱۹۸۱ ساخته شد.